# TSG Concordia Schönkirchen
Die Turn- und Sportgemeinschaft Concordia Schönkirchen e.V ist ein Sportverein aus dem schleswig-holsteinischen Schönkirchen. Das sportliche Angebot erstreckt sich über zwölf Sparten.

## Geschichte
Am 9. Juli 1911 wurde auf einer Generalversammlung des Kriegervereins für Schönkirchen und Umgebung vom Lehrer Rathje aus Tökendorf die Gründung eines Turnvereins angeregt. Daraufhin wurde eine Kommission gewählt, die die erforderlichen Schritte unternehmen sollte. Von dieser Kommission wurde ein Aufruf an die Bevölkerung von Schönkirchen und Umgebung erlassen, sich zwecks Gründung eines Turnvereins zu einer Versammlung bei dem Gastwirt Mordhorst (heute „Im Landhaus“) am 18. Oktober einzufinden. Elf Mitglieder traten an diesem Tag dem Turnverein bei und es wurde ein provisorischer Vorstand gewählt.
Ende Oktober zählte der Verein schon 35 Mitglieder. Als Vereinslokal wurde „Heuck’s Gasthof“ gewählt. Von Januar 1913 an wurde in dem Saal von „Heuck’s Gasthof“ geturnt. Im Krieg von 1914 bis 1918 kam der Turnbetrieb zum Erliegen, aber im März 1918 wurde dann in einer außerordentlichen Sitzung beschlossen, den Turnbetrieb ab Ostern wieder aufzunehmen. Am 4. April 1919 wurde Ferdinand Geest zum stellvertretenden Turnwart gewählt und hat von da an die Geschicke des Vereins bis zu seinem Tode im Jahre 1995 mitgeprägt. Im Jahr 1924 wurde die Vereinsfahne geweiht. Das politische Leben im Dritten Reich hat die Aktivitäten im Verein wieder stark eingeschränkt, da die jungen Leute sich in der Hitlerjugend zu betätigen hatten.
Ein Verbot der Militärregierung machte ein vorläufiges Ende. Am 13. Oktober 1945 wurde in einer Versammlung das Wiederaufleben der sportlichen Aktivitäten beschlossen. Nun mussten auch die Möglichkeiten geschaffen werden. Es wurde mit dem damaligen Besitzer des „Friesenplatzes“, Detlef Krohn aus Neumühlen, ein Pachtvertrag zur Benutzung des Platzes abgeschlossen. Da auch in der weiteren Umgebung durch Kriegseinwirkung keine Sportplätze mehr vorhanden waren, wurde der Friesenplatz bei gleichen Rechten und Pflichten mit den Nachbarvereinen NDTV und WTV gemeinsam genutzt.
Nun konnte endlich mit der sportlichen Arbeit begonnen werden. Es wurde geturnt (wieder in „Heuck’s Gasthof“), Fußball, Handball und Tischtennis gespielt. Die Sportplatzfrage wurde immer schwieriger, so dass der Fußball- und Handballbetrieb vorläufig eingestellt werden mussten. Nach den Vorsitzenden Rudolf Westfahl (bis 1949) und Albert Zimprich (1949 bis 1951) übernahm Ferdinand Geest für lange Jahre das Amt des 1. Vorsitzenden.
Es wurde eine Prellballabteilung gegründet, die heute noch besteht und jahrelang an den Norddeutschen Meisterschaften erfolgreich teilgenommen hatte.
1960 konnte anlässlich der 400-Jahr-Feier der Alten Gilde die Sportanlage Augustental eingeweiht werden.
In diesem Jahr wurde dann auch auf Initiative von Dieter Seyfert die Fußballabteilung gegründet. Im ersten Jahr wurden nur Freundschaftsspiele ausgetragen.
1961 wurde der Spielbetrieb angemeldet und Schönkirchen spielte in der Kreisklasse D. Danach wurde jedes Jahr der Aufstieg bis hin zur A-Klasse geschafft.
In der Serie 1967/68 wurde die 1. Mannschaft Meister der Kieler A-Klasse und gleichzeitig Pokalsieger. Damit war der Aufstieg in die Bezirksliga gesichert.
Die B-Jugend wurde 1970 Landesmeister und der DFB wurde auf die Spieler aufmerksam. Martin Söth, Holger Haltenhof und später Dirk Herrmann waren die ersten, die zu Sichtungslehrgängen eingeladen wurden. Es kristallisieren sich auch heute immer wieder große Talente heraus. In jüngster Zeit waren das Michael Möller und Stefan Rodewald. Sie wurden von „Holstein Kiel“ abgeworben.
Der Aufstieg der Liga in die Landesliga wurde unter Trainer Otto Riedel 1983 geschafft. Gleichzeitig stieg die A-Jugend unter Trainer Klaus Feierabend in die höchste Spielklasse von Schleswig-Holstein, die Verbandsliga auf. Diese gute A-Jugend war auch die Basis für die Liga und die 2. Herren, die es schafften, in einem Jahr mit einer Mannschaft in der Verbandsliga und einer weiteren in der Landesliga zu spielen. Heute besteht die Fußballabteilung aus 2 Senioren- und 18 Jugendmannschaften (davon 13 als Spielgemeinschaft SG Probstei), mehr als 30 Trainern und 35 Betreuern, und ist mit ca. 400 Sportlern nach Turnen die zweitgrößte Abteilung im Verein.
1972 erfolgte der Zusammenschluss der TSG Schönkirchen von 1911 und dem S. C. Concordia von 1951, und es entstand der Name TSG Concordia Schönkirchen von 1911 e.V. 1967 wurde die Sporthalle eingeweiht, die später den Namen „Ferdinand-Geest-Halle“ erhielt. Nun gründete sich eine Badmintonabteilung.
Diese Abteilung erreichte 1980 die Zugehörigkeit zur höchsten Spielklasse in Schleswig-Holstein und stellte mit Dirk Moeller, dem heutigen 2. Vorsitzenden, mehrfach den Einzel- oder Doppelmeister.
Das seit 1975 jährlich durchgeführte „Internationale Schüler- und Jugendturnier“ hat einen festen Platz im Terminkalender und einen guten internationalen Ruf.
Nun wurde die Turnabteilung auch wieder mit mehr Leben gefüllt. Es wurde eine Mutter- und Kind-Turngruppe, Kinderturnen und Gymnastik sowie Aerobic und Jazztanz ins Leben gerufen. Seit Fertigstellung der Aula wird auch Babyturnen (6 Monate bis 2 Jahre) angeboten.
Durch die neue Sporthalle konnte sich auch die Tischtennisabteilung wieder aktivieren. Es wurden beachtliche sportliche Erfolge erzielt.
Jetzt konnte auch die Handballabteilung ihren Trainingsbetrieb aufnehmen.
Die Punktspiele mussten jedoch in der Kreishalle in Heikendorf ausgeführt werden, da die Maße der Ferdinand-Geest-Halle nicht der Norm entsprachen. Dies änderte sich erst Ende der 1980er Jahre, als die neue Ballsporthalle „Albert-Zimprich-Halle“ in Betrieb genommen wurde.
Die 1977 von der TSG ins Leben gerufen und begründete Fördergemeinschaft Tennis in der TSG machte sich schon im Jahr darauf selbständig und bildete den Tennisclub Schönkirchen.
Ebenfalls im Jahre 1977 wurde die neu geschaffene Volleyballabteilung beim Verband angemeldet.
Im Leichtathletikbereich waren speziell im Jugendbereich teilweise hervorragende Erfolge erzielt worden.
Der „Schönkirchener Herbstlauf“ ist inzwischen für Insider ein „Muss“ geworden. Die Wandergruppe ist ein sehr aktives Völkchen für sich.
Seit Anfang der 1990er Jahre hat sich sehr erfolgreich eine Karateabteilung entwickelt. Auch hier wird viel und gute Jugendarbeit unter Bernd Busse geleistet.
1975 gründete sich eine Schützengruppe, die sehr rege war und sich den Schießstand unter der Ferdinand-Geest-Halle in Eigenleistung erstellte. Nach zum großen Teil altersbedingtem Ausscheiden der Schützen wurde im Jahr 1999 der Schießstand an die Kyffhäuser Kameradschaft abgegeben.
1974 konnte der Verein eine Baracke, die anlässlich der Olympischen Segelwettbewerbe 1972 in Kiel aufgebaut war, günstig in der Anschützsiedlung erwerben. So entstand das „Friesenheim“.
Nachdem die Vereinsführung lange in privaten Räumen die Geschäftsführung erledigte, stellte die Gemeinde Schönkirchen in den 1970er Jahren das Jugend- und Vereinsheim in der Schule zur Verfügung. Hier wurde dann auch ein Geschäftszimmer eingerichtet. Am 8. August 1992 konnte dann jedoch das heutige Jugend- und Sportheim nach zweijähriger Bauzeit eingeweiht werden.
Die Vereinsführung hat inzwischen eine Halbtagskraft eingestellt, da eine vernünftige Verwaltungstätigkeit ehrenamtlich nicht mehr zu bewältigen war. 
In der Spielzeit 2016/17 war die Fußballmannschaft für eine Saison in der höchsten Spielklasse Schleswig-Holsteins, der Schleswig-Holstein-Liga, vertreten. Nach dem Abstieg spielt die Mannschaft in der Landesliga Schleswig-Holstein und nach einem weiteren Abstieg ab 2019 in der Verbandsliga.

## Badminton
Seit 1975 wird das Internationale Schüler- und Jugendturnier durchgeführt, das internationale Beachtung findet.

## Erfolge
- Die Fußball-B-Jugend wurde 1970 Landesmeister.
- Die Badminton-Herren spielten 1980 in der höchsten Spielklasse Schleswig-Holsteins.
- Im Fußball gehörte der Verein 1990/91 und 2016/17 jeweils eine Saison lang der höchsten Landesspielklasse an (Verbandsliga Schleswig-Holstein bzw. Schleswig-Holstein-Liga).

## HSG Mönkeberg-Schönkirchen
Im Sommer 2009 schloss sich der SV Mönkeberg mit der TSG zu einer Handball-Spielgemeinschaft zusammen. Schon nach einer Saison konnte man erste Erfolge feiern, so zum Beispiel den Gewinn der Landesmeisterschaft der weiblichen A-Jugend. Der Damenmannschaft gelang der Aufstieg in die 3. Liga. Die weibliche A-Jugend trat 2010/11 in der höchsten Jugendspielklasse, der Regionalliga, an und belegte den vierten Platz.